# マクタック

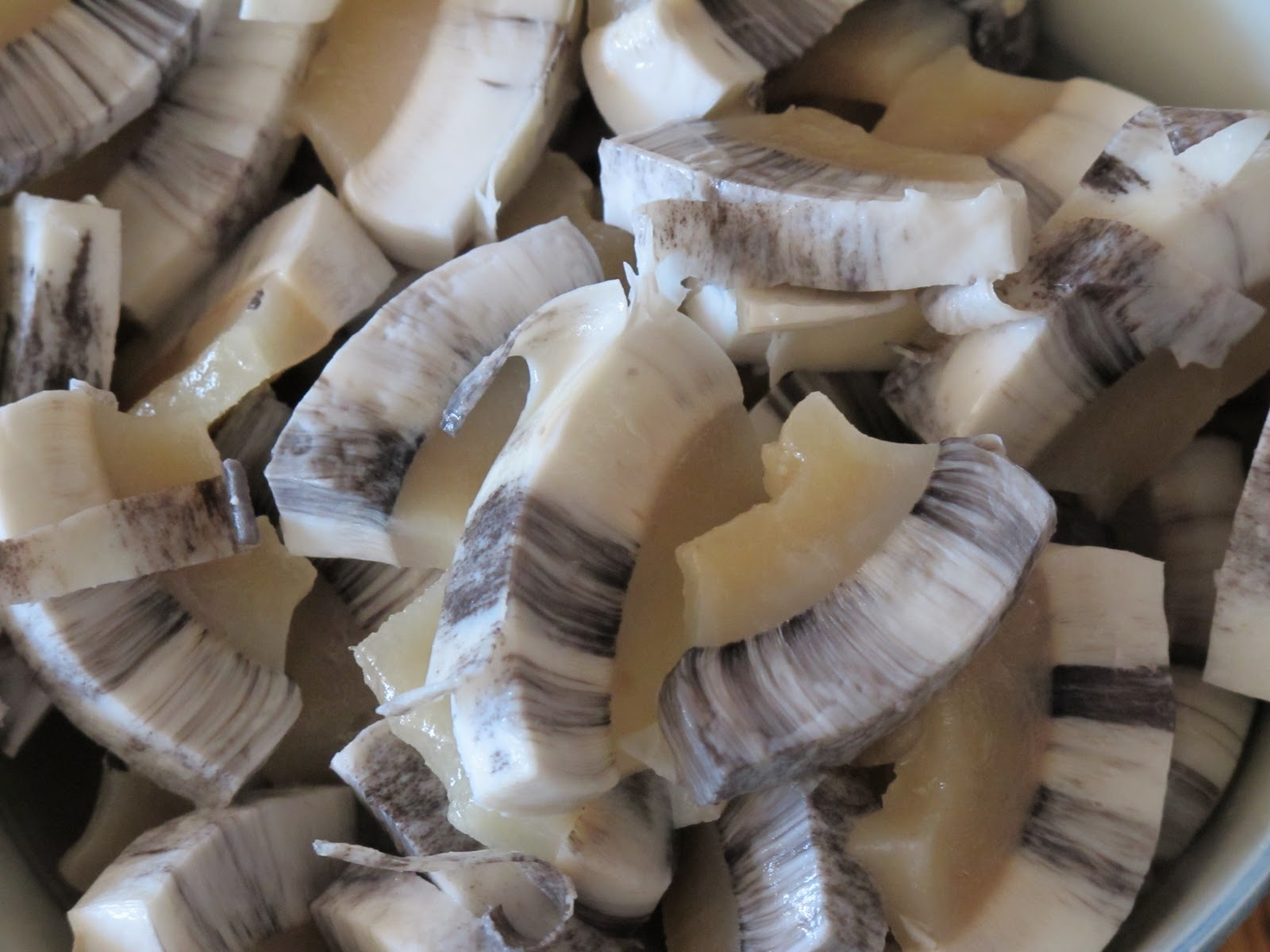
スライスしたマクタック

マクタック（英語: muktuk）とは、クジラの皮を皮下脂肪をつけて切り取った、イヌイットとチュクチの伝統的な食事である。

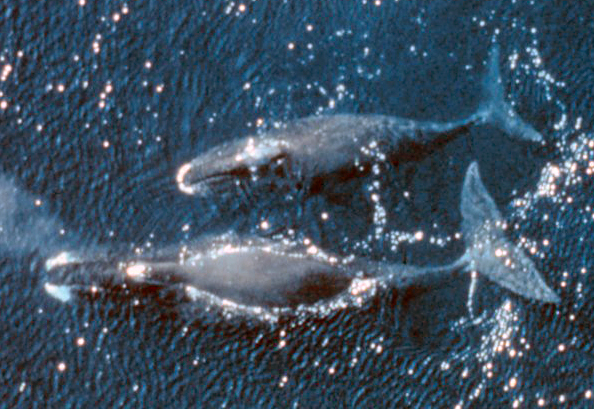
マクタックでよく使用されるホッキョククジラ

マクタックはホッキョククジラから作られることが最も多いが、 ベルーガやイッカクも使用される。通常はそのまま食べられるが、醬油をつけたり、最近ではさいの目に切ってパン粉をまぶして揚げ、醤油と一緒に出されることもある。また、しばしばピクルスにされることもある。生では非常に硬く、よほど慣れている人以外は鹿の子切りをしてから食べるが、茹でると柔らかくなる。味はあっさりしており、臭いもほとんどない。
マクタックは、グリーンランドでは工場に商業的に売られており、カナダでは他のコミュニティに販売されている。

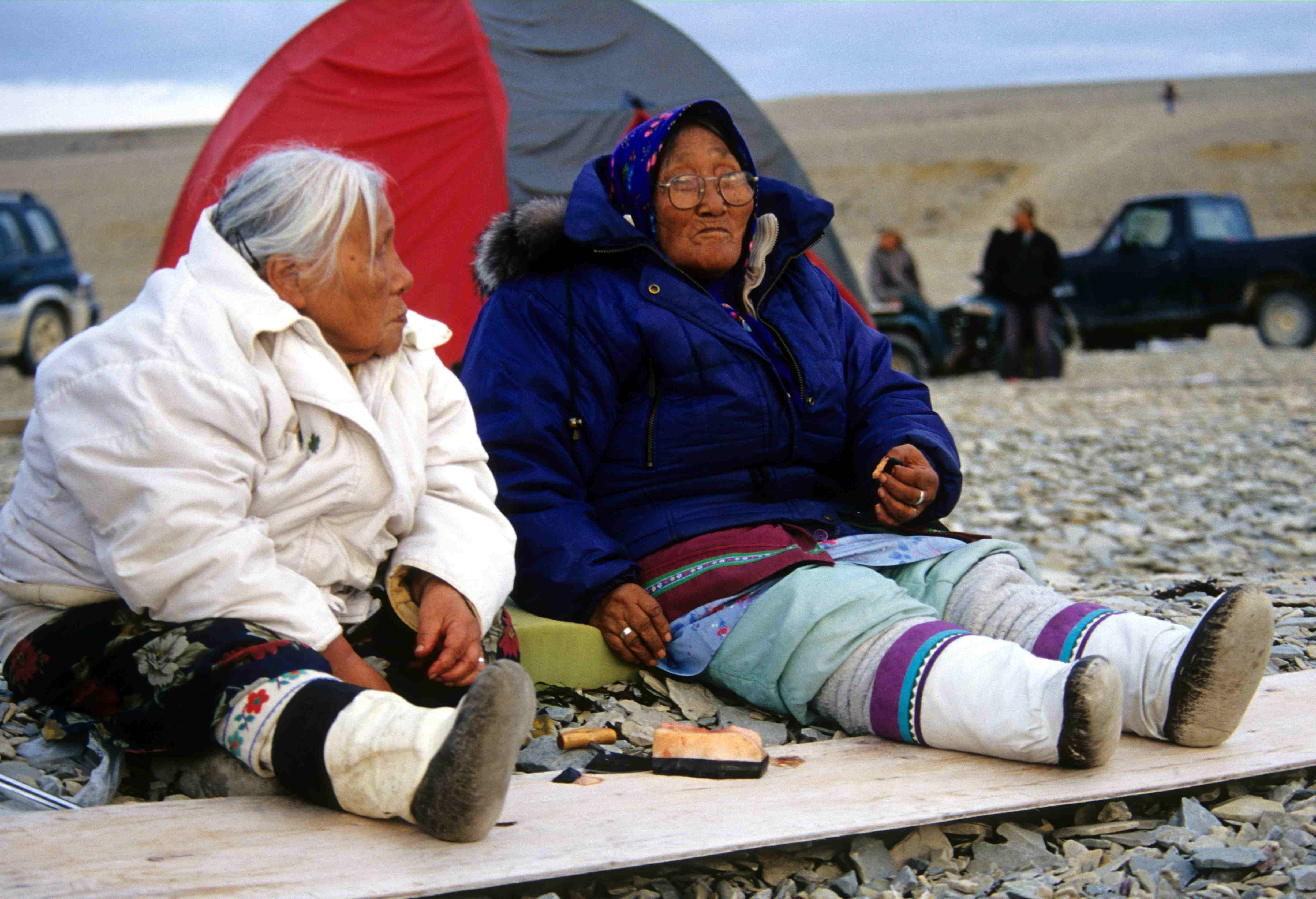
マクタックをシェアする長老たち（2002年）

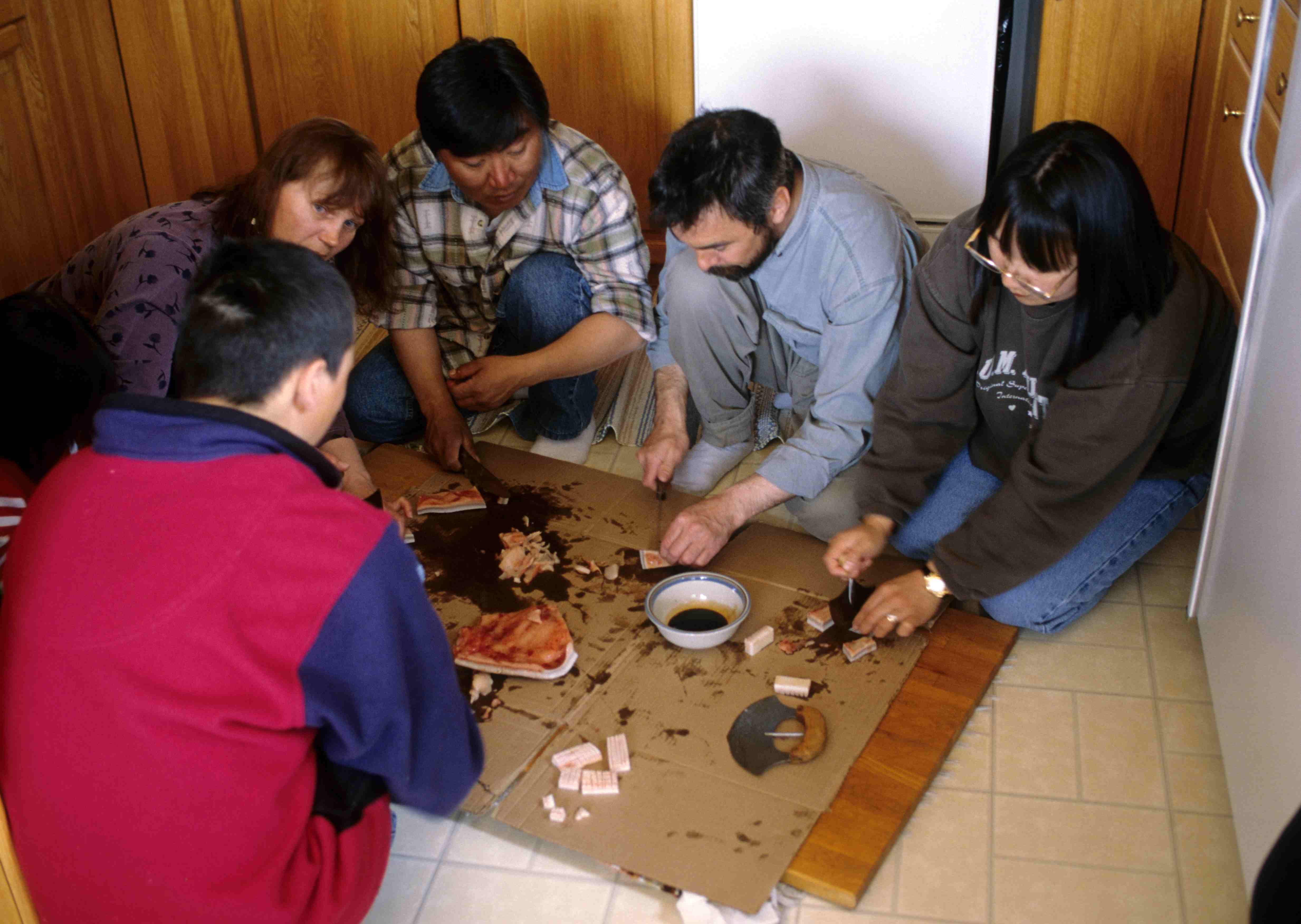
マクタックを食べる人々（1997年）

マクタックはビタミンCの優れた供給源であることが判明しており、 皮には100gあたり最大38mgのビタミンCが含まれている。そのため、イギリスの北極圏の探検家によって抗血栓剤として使用されたこともある。また、脂身はビタミンDの供給源でもある。
クジラが成長するにつれ、水銀は肝臓、腎臓、筋肉、脂肪に、カドミウムは脂肪に蓄積される。PCB、人間の神経系、免疫系、生殖系に損傷を与える発がん性物質、海洋食物網 やその他のさまざまな汚染物質から生物濃縮されたものも、マクタックには含まれている。
イヌイナクトゥン語など一部の方言では、 マクタックという言葉はクジラの皮膚の部分のみを指し、 脂肪は指さない。